# メッツガー (オレゴン州)
メッツガー（Metzger）は、アメリカ合衆国オレゴン州ワシントン郡に属する国勢調査指定地域。2010年の国勢調査の時点における人口は3,765人。当地域の名称は、「肉屋」を意味するドイツ語である。ワシントン・スクウェアと呼ばれる大規模ショッピングモールがメッツガーのすぐ西に所在する。

## 歴史
メッツガーの歴史は、ヘンリー・メッツガー（Henry Metzger）が当地域の区画整理を初めて行った1910年に始まる。オレゴン電気鉄道（Oregon Electric Railway）の南線がメッツガーの地域内を貫いており、停車駅がジェファーソン東部のロカスト・ストリート（Locust Street）沿いにあった。